# Руда (притока Будичини)
Руда — річка в Україні, у Романівському районі Житомирської області. Права притока Будичини, (басейн Дніпра).

## Опис
Довжина річки приблизно 6,20 км, найкоротша відстань між витоком і гирлом — 5,55  км, коефіцієнт звивистості річки — 1,12 . Формується багатьма безіменними струмками та 2 загатами.

## Розташування
Бере початок між селами Гордіївка та Разіне. Тече переважно на північний схід і на південно-східній стороні від села Романівка впадає у річку Будичину, ліву притоку Тетерева.

## Цікавинка
- Від витоку річки на відстані приблизно 3,18 км на східній стороні розташована станція Разіне[2].